# Центральноукраїнський державний університет імені Володимира Винниченка
Центральноукраїнський державний університет імені Володимира Винниченка (ЦДУ ім. В.Винниченка) — один із найстаріших та найпрестижніших закладів вищої освіти Кіровоградщини,  який здійснює підготовку фахівців за ступеневою системою освіти бакалавр – магістр – доктор філософії – доктор наук. За роки функціонування університет підготував більше 90 тисяч фахівців.
ЦДУ ім. В. Винниченка за результатами 2023 року вкотре увійшов до рейтингу 100 найкращих університетів України, що користуються найбільшою популярністю серед вступників (за даними інформаційної системи «Вступ.ОСВІТА.UA»). 
Державна служба якості освіти України визначила ступені ризику суб’єктів господарювання у сфері вищої освіти в 2023 році. З-поміж 290 закладів вищої освіти ЦДУ віднесено до закладів освіти з незначним ступенем ризику від провадження господарської діяльності у сфері вищої освіти – університет отримав 15 балів – це кращі показники серед ЗВО Кропивницького.
У консолідованому рейтингу ЗВО України (використані національні рейтинги закладів освіти України: «Топ-200 Україна», «Scopus» та «Бал НМТ на контракт») – 2 місце ЦДУ серед ЗВО Кіровоградської області.
ЦДУ увійшов до TOP-100 у Webometrics Ranking July (Інтернет-рейтинг українських закладів вищої освіти у 2023 році).

## Структура
Структура підрозділів університету визначається ректором, відповідно до Положення «Про державний вищий заклад освіти» та основних завдань діяльності ВЗО.
Основними структурними підрозділами ЦДУ є:
- Факультет математики, природничих наук та технологій
  - кафедра математики та цифрових технологій
  - кафедра природничих наук і методик їхнього навчання
  - кафедра менеджменту та підприємництва
  - кафедра інформатики, програмування, штучного інтелекту та технологічної освіти
- Факультет педагогіки, психології та мистецтв
  - кафедра дошкільної та початкової освіти
  - кафедра психології та соціальної роботи
  - кафедра педагогіки та спеціальної освіти
  - кафедра мистецької освіти
- Факультет історії, бізнес-освіти та права
  - кафедра історії України та всесвітньої історії [Архівовано 16 жовтня 2018 у Wayback Machine.]
  - кафедра права та правоохоронної діяльності [Архівовано 16 жовтня 2018 у Wayback Machine.]
  - кафедра філософії, політології та психології [Архівовано 16 жовтня 2018 у Wayback Machine.]
- Факультет української філології, іноземних мов та соціальних комунікацій Wiki
  - кафедра української філології та журналістики
  - кафедра германських мов, зарубіжної літератури та методик їхнього навчання
  - кафедра перекладу, прикладної та загальної лінгвістики
- Факультет фізичного виховання [3]
  - кафедра фізичного виховання і рекреаційно-оздоровчої роботи [Архівовано 16 жовтня 2018 у Wayback Machine.]
  - кафедра теорії і методики фізичного виховання [Архівовано 16 жовтня 2018 у Wayback Machine.]
  - кафедра теорії та методики олімпійського і професійного спорту [Архівовано 29 грудня 2021 у Wayback Machine.]

## Історичні відомості
Педагогічна освіта на Кіровоградщині має давню історію. Ще 1881 року при громадській жіночій гімназії міста Єлисаветграда був відкритий VIII додатковий педагогічний клас. Його випускниці ставали вчительками початкових шкіл чи займалися «вільною практикою». На початку XX століття народного вчителя готували також педагогічні курси та духовна семінарія.
У буремні роки української національної революції гостро постала потреба підготовки кваліфікованих педагогічних кадрів для нової української школи. Влітку та восени 1918 року діячі Єлисаветградського міського земства і товариства «Просвіта» почали вимагати від уряду гетьмана Павла Скоропадського рішення про відкриття у місті Єлисаветграді педагогічного вишу. Але дійсні спроби реалізації цих планів було зроблено лише за правління наступного українського уряду завдяки значній підтримці нашого земляка, голови Директорії Володимира Винниченка. 26 січня 1919 року Директорія УНР ухвалила рішення про створення у Єлизаветграді закладу з підготовки вчителів. Але в результаті поразки Директорії здійснити ці плани так і не вдалося, навіть звістка про постанову щодо вчительського інституту загубилася десь на кривавих шляхах війни і до Єлисаветграда так і не дійшла.

### 1920-ті
Першим реальним кроком із створення вищого педагогічного закладу на Єлисаветградщині стало відкриття 1 червня 1921 року педагогічних курсів, які готували вчителів для початкових шкіл. У краї розгорнулася боротьба з неписьменністю, бракувало викладачів у школах, тому випускники педкурсів не лише працювали в початковій ланці, а й часто ставали викладачами всіх навчальних предметів у старших класах, вели значну громадську та просвітницьку роботу серед населення. У 1925 році педагогічні курси було реорганізовано в Зінов'євський педагогічний технікум, який продовжував підготовку вчителів для початкової школи. Бракувало коштів, обладнання, кабінетів. 1927 року педагогічний технікум одержав приміщення колишньої громадської жіночої гімназії, яке стало рідною домівкою для багатьох поколінь випускників нашого університету.
У краї постійно не вистачало вчителів старших класів семирічки. Реорганізація системи освіти, яка розпочалась 1929 року, призвела до утворення в складі педагогічного технікуму перших факультетів, що поклало початок його перетворенню на інститут соціального виховання з трирічним строком навчання.

### 1930-ті
1 жовтня 1930 року Рада Народних Комісарів УСРР прийняла офіційну постанову про відкриття інституту народної освіти, який складався з чотирьох факультетів: техніко-математичного, агро-біологічного, історико-економічного та мовно-літературного. Було утворено п'ять кафедр: математики, біології, історії, педагогіки, української мови і літератури. В інституті працювало 26 викладачів. Навчалося понад 300 студентів.
1933 року інститут соціального виховання реорганізується в педагогічний інститут з фізико-математичним і хіміко-біологічним факультетами із строком навчання чотири роки. Кількість викладачів зростає до 32, працює 7 кафедр. 1935 року на базі Кіровоградського педінституту утворюється учительський інститут з дворічним строком навчання. Одночасно продовжували навчання студенти II—IV курсів, які працювали за програмою педагогічного інституту. На цей час існувало вже 9 кафедр, на яких працювали 54 викладачі. У липні 1937 року Кіровоградський інститут одночасно провів випуск педагогічного й учительського інститутів, а також достроково направив на роботу студентів третіх курсів. У школи області, які потребували кваліфікованих педагогічних кадрів, було направлено 508 учителів математики, хімії і біології, природознавства і географії.
У вересні 1937 року при учительському інституті було організовано третій факультет — мови й літератури з двома відділами: російським та українським. На той час у виші навчалося 530 студентів. Навчально-виховний процес забезпечували 10 кафедр: фізики, математики, природознавства, хімії, педагогіки, основ марксизму-ленінізму, географії, військово-фізкультурної, російської мови та літератури, української мови та літератури. Було створено 9 навчальних кабінетів, 5 лабораторій. Зростав інститут, збільшувалась кількість студентів та викладачів, поліпшувалася матеріально-технічна база.
1 вересня 1939 року поряд з учительським інститутом відновлюється і педагогічний інститут у складі трьох факультетів: фізико-математичного, географічного, мови і літератури з російським та українським відділеннями. Кіровоградський інститут у передвоєнні роки перетворився у великий навчальний комплекс, що складався зі стаціонарного та заочного педагогічного й учительського інститутів і вечірнього учительського інституту. В ньому діяло 12 наукових кафедр та налічувалося 62 особи професорсько-викладацького складу. Інститут мав один навчальний корпус, 5 лабораторій, 9 навчальних кабінетів, бібліотеку з фондом у 80 тисяч томів, ботанічний сад з оранжереєю, три майстерні. Крім того, при інституті працював робітфак. З 1929 по 1941 рр Кіровоградський педагогічний і учительський інститути підготували 2025 висококваліфікованих вчителів для школи.

### 1940—1950-ті
Друга світова війна перервала мирне життя людей, перекроїв долі викладачів і студентів інституту. Зі зброєю в руках стали вони на захист України. У боях на фронтах війни, у нацистських катівнях загинули заступник директора інституту Олексій Микитович Коцюба, секретар партбюро Сергій Миколайович Остапенко, секретар комітету ЛКСМУ Василь Олексійович Дикий, помічник директора інституту Михайло Мойсейович Карнаух, викладачі Петро Федорович Непомнящий, Бенціон Якович Гольцман, Павло Феоктистович Романовський, Федот Кононович Сивовна, випускник вишу лейтенант Антон Антонович Богун. У підпільно-диверсійних організаціях боролися з ворогом колишні студенти Петро Іванович Лахман, Олена Захарівна Бур'янова та інші молоді патріоти.
У січні 1944 року до Кіровограду увійшли радянські війська. Відразу ж починається відновлення педагогічного інституту, який зазнав значних збитків: розтрощено й пограбовано навчальні кабінети, лабораторії, розкрадено й спалено книги з вишівської бібліотеки, зруйновано обидва корпуси студентських гуртожитків. Загальна сума збитків становила понад 6 мільйонів карбованців. Приміщення інституту (у минулому жіноча гімназія) було зайняте під госпіталь.
Директором інституту було призначено Сидора Карповича Королюка, який очолював виш з 1936 року. Заняття розпочалися вже 25 березня 1944 року, 382 студенти знову сіли за парти. Не вистачало кваліфікованих викладачів, великої шкоди завдавали репресії. І все ж уперше за час існування інституту утворилося невелике ядро викладачів-науковців. Тут працювали: доктор математичних наук — Лівшиць, чотири доценти й кандидати наук, два старших викладачі, допущених до захисту кандидатських дисертацій. У 1948—1949 навчальному році у виші вже працювало 77 осіб професорсько-викладацького складу, серед них — 1 професор, 5 доцентів, 31 старший викладач, 40 викладачів та асистентів. У 50-х роках було випущено 9 томів наукових записок інституту, які свідчили про зрослий науковий потенціал вишу. 1955 року здійснено останній випуск учителів за дворічним строком навчання, і виш перейшов на підготовку кадрів з вищою освітою за навчальними планами педагогічного інституту.
Поступово виш зростає, збільшується кількість факультетів і кафедр, поліпшується якість навчання і виховання. 1956 року на базі педагогічного училища фізвиховання відкривається факультет фізичного виховання інституту. 1959 року розпочав роботу педагогічний факультет, який готував учителів початкових класів з вищою освітою. 1962 року відкрито факультет англійської мови, а 1967 — музично-педагогічний. З вересня 1978 року відновив свою роботу історичний факультет.

### 1960—1980-ті
Виш розростався, будувались нові навчальні корпуси, гуртожитки. Відкривались лабораторії. Великий внесок у розвиток педагогічного інституту зробив його ректор Федір Гнатович Овчаренко, який почав працювати з 1957 року. Його життєвим кредо було служіння людям і обраній справі. На початку 70-х років професію вчителя у Кіровоградському державному педагогічному інституті здобувало близько 4 тисяч студентів. 1978 року ректором педінституту став Олег Євгенович Поляруш, який перебував на цій посаді чверть віку. Стрімке зростання невеличкого провінційного вишу і перетворення його у справжній науково-педагогічний осередок регіону було підтверджено 1982 року, коли колектив інституту став переможцем соціалістичного змагання серед вищих педагогічних закладів СРСР.

### 1990-ті
У середині 1990-х років педагогічний інститут виходить на нові рубежі свого поступу. Створюється навчально-науковий виробничий комплекс «Неперервна освіта», до складу якого ввійшли найкращі середні заклади освіти області, почало роботу обласне відділення Малої Академії наук, відкривається магістратура.
4 квітня 1997 року Постановою Кабінету Міністрів України Кіровоградському державному педагогічному інституту було надано статус державного педагогічного університету. Ця подія започаткувала новий етап історії вищого педагогічного закладу освіти на Кіровоградщині.

### 2000-ні
З травня 2003 року до квітня 2005 року посаду ректора обіймав доктор педагогічних наук, професор Валерій Вікторович Радул.
У листопаді 2005 року на посаду ректора університету було обрано доктора філологічних наук, професора Клочека Григорія Дмитровича.
2 грудня 2010 року на посаду ректора був обраний заслужений працівник культури, професор Завіна Віталій Іванович, який трагічно загинув в лютому 2011 року.
У липні 2011 року ректором КДПУ став доктор філологічних наук, професор Олег Анатолійович Семенюк.
14.07.2021 року на посаду ректора університету обрано доктора юридичних наук, професора Євгена Юрійовича Соболя. Стратегія розвитку Центральноукраїнського державного університету імені Володимира Винниченка спрямована на зміцнення його позицій у системі освіти (в масштабі як центрального регіону, так і всієї країни, а також європейського простору), підготовку висококваліфікованих, конкурентоспроможних фахівців.

### Сучасність
Наказом Міністерства освіти i науки України від 27 березня 2017 року № 467, Кіровоградський державний педагогічний університет імені Володимира Винниченка перейменовано на Центральноукраїнський державний педагогічний університет імені Володимира Винниченка.
На сучасному етапі метою освітньої діяльності університету є підготовка фахівців нового покоління з рівнем освіти, гідним найкращих вищих навчальних закладів світу. Вони здатні працювати в умовах інтеграції України до світового співтовариства й конкурувати на світовому ринку праці. За останні роки університет здобув широке визнання та авторитет серед абітурієнтів, педагогічної та наукової спільноти.
20 вересня 2022 року наказом Міністерства освіти i науки України університет перейменовано на Центральноукраїнський державний університет імені Володимира Винниченка.

## Провідні науковці університету
- Кирилюк Ольга Леонідівна, доктор філологічних наук, доцент
- Клочек Григорій Дмитрович, доктор філологічних наук, професор
- Михида Сергій Павлович, доктор філологічних наук, професор
- Фока Марія Володимирівна, доктор філологічних наук, професор
- Житков Олександр Анатолійович, доктор історичних наук, доцент
- Гриценко Володимир Григорович, доктор юридичних наук, професор
- Соболь Євген Юрійович, доктор юридичних наук, професор
- Манжула Андрій Анатолійович, доктор юридичних наук, професор
- Харченко Юлія Володимирівна, доктор філософських наук, професор
- Олексенко Роман Іванович, доктор філософських наук, професор
- Галета Ярослав Володимирович, доктор педагогічних наук, професор
- Савченко Наталія Сергіївна, доктор педагогічних наук, професор
- Радул Ольга Сергіївна, доктор педагогічних наук, професор
- Котелянець Наталка Валеріївна, доктор педагогічних наук, професор
- Довга Тетяна Яківна, доктор педагогічних наук, професор
- Клочек Лілія Валентинівна, доктор психологічних наук, професор
- Растригіна Алла Миколаївна, доктор педагогічних наук, професор
- Стратан-Артишкова Тетяна Борисівна, доктор педагогічних наук, професор
- Плічко Анатолій Миколайович, доктор фізико-математичних наук, професор
- Ріжняк Ренат Ярославович, доктор історичних наук, професор
- Садовий Микола Ілліч, доктор педагогічних наук, професор
- Левченко Олександр Миколайович, доктор економічних наук, професор
- Подопригора Наталія Володимирівна, доктор педагогічних наук, професор

## Цікаві факти
- Тричі ректорами ЦДУ ім. В.Винниченка ставали професори, які здобули освіту на філологічному факультеті (Поляруш О. Є., Клочек Г. Д., Семенюк О. А.).

## Випускники
- Категорія:Випускники Центральноукраїнського педагогічного університету
- Бондаренко Анна Володимирівна — українська скрипалька, підприємець і громадський діяч
- Голодюк Лариса Степанівна - доктор педагогічних наук, заступник директора з науково-методичної діяльності КЗ "Кіровоградський обласний інститут післядипломної педагогічної освіти імені Василя Сухомлинського"
- Голий Віктор Анатолійович (1981—2014) — доброволець Збройних сил України, учасник російсько-української війни
- Гончаренко Юрій Борисович — український художник
- Міщенко Гаврило Панасович — географ
- Митрофаненко Юрій Станіславович - доктор історичних наук, краєзнавець, екскурсовод, громадський діяч, волонтер
- Ольга Мігель — українська письменниця
- Віктор Орлі — французький художник
- Вікторія Шкабой — українська письменниця
- Небеленчук Ірина Олександрівна —українська письменниця, перекладачка

## Світлини

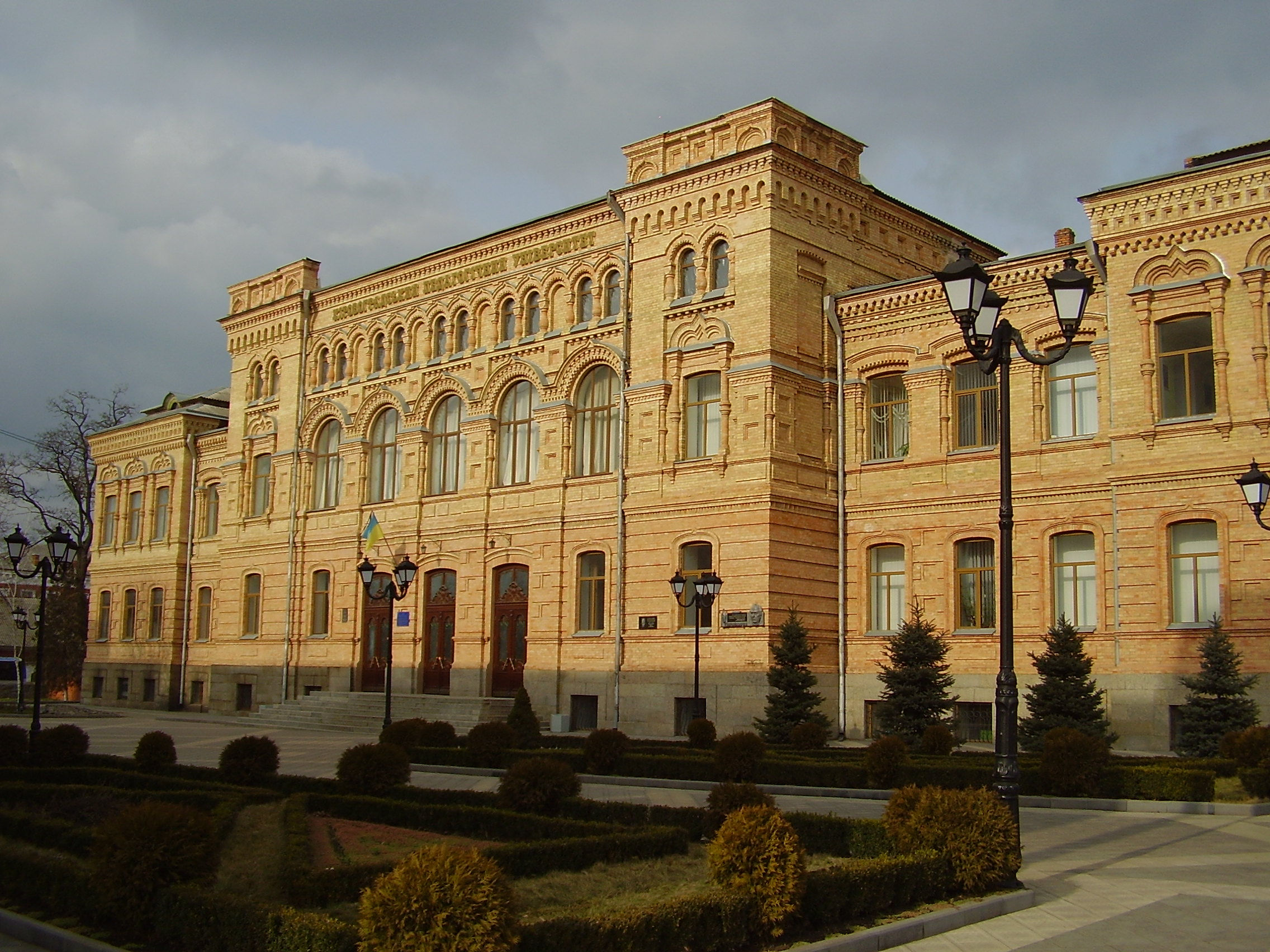
Корпус № 1
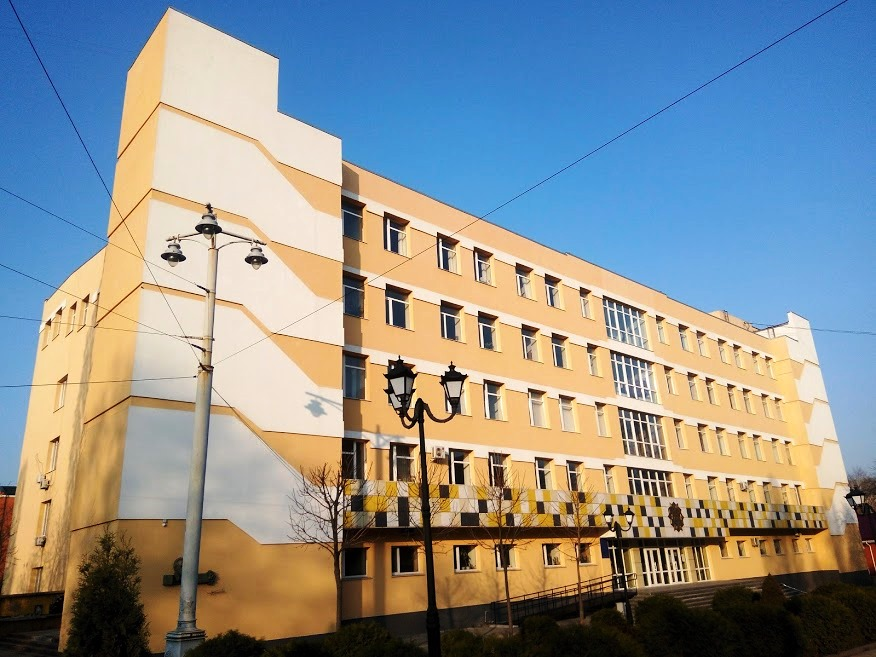
Корпус № 5